# Хаутерода
Хаутерода (њем. Hauteroda) општина је у њемачкој савезној држави Тирингија. Једно је од 50 општинских средишта округа Кифхојзер. Према процјени из 2010. у општини је живјело 599 становника. Посједује регионалну шифру (AGS) 16065031.

## Географски и демографски подаци
Хаутерода се налази у савезној држави Тирингија у округу Кифхојзер. Општина се налази на надморској висини од 180 метара. Површина општине износи 12,6 km². У самом мјесту је, према процјени из 2010. године, живјело 599 становника. Просјечна густина становништва износи 47 становника/km².